# Nikola Raspopović
Nikola Raspopović (kyrillisch Никола Распоповић; * 18. Oktober 1989 in Belgrad) ist ein serbischer Fußballspieler.

## Karriere

### Verein
Raspopović spielte für die Nachwuchsmannschaften von FK Obilić und FK Rad. Bei letzterem begann 2007 seine Profikarriere und er befand sich bis zum Sommer 2015 im Kader. Zwischenzeitlich wurde er als Leihspieler an die Vereine Šumadija Jagnjilo und Sopot abgegeben.
Zur Spielzeit 2015/16 wechselte er in die türkische TFF 1. Lig zu Gaziantep Büyükşehir Belediyespor. Eine Saison später zog er mit seinem Teamkollegen Serkan Yanık zum Ligarivalen Adana Demirspor weiter. Bereits nach einer Saison verließ er die Türkei wieder und wechselte zu FK Radnički Niš.
2020 wechselte er nach Asien. Hier schoss er sich in Malaysia FELDA United an. Der Club aus Jengka spielt in der ersten Liga des Landes, der Malaysia Super League.

### Nationalmannschaft
Raspopović startete seine Nationalmannschaftskarriere mit einem Einsatz für die serbische U-19-Nationalmannschaft.